# Goerodes naraensis
Goerodes naraensis är en nattsländeart som först beskrevs av Tani 1971.  Goerodes naraensis ingår i släktet Goerodes och familjen kantrörsnattsländor. Inga underarter finns listade i Catalogue of Life.